# Peter Dale Scott

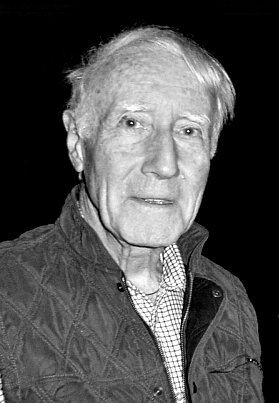
Peter Dale Scott, 2007

Peter Dale Scott (* 11. Januar 1929 in Montreal) ist ein kanadischer Politologe, Anglist, Sachbuchautor, Dichter und ehemaliger Diplomat. Er war Anglistik-Professor an der University of California, Berkeley, bis zu seiner Emeritierung 1994.

## Leben
Scott ist der Sohn des kanadischen Dichters und Verfassungsrechtlers F. R. Scott. Peter Dale Scott studierte an der McGill University in Montreal, wo er Abschlüsse in Philosophie und Politik erwarb. Von 1950 bis 1952 studierte er in Oxford. 1955 erhielt er an der McGill University einen Ph.D. in Politik. Das Thema seiner Dissertation lautete The Social and Political Ideas of T. S. Eliot.
Von 1957 bis 1961 war er im diplomatischen Dienst tätig, unter anderem an der kanadischen Botschaft in Polen. Von 1961 an war er an der University of California in Berkeley angestellt, zunächst als Assistant und Associate Professor, ab 1980 dann als Professor.
Scott ist Verfasser von Gedichten, in denen er u. a. politische Themen verarbeitet. Im Jahre 2002 erhielt er den Lannan Poetry Award.

## Positionen und Theorien
Als Verfasser von politischen Sachbüchern setzte sich Scott mit zahlreichen Aspekten der US-amerikanischen Politik, insbesondere der US-Außenpolitik, in einer sehr kritischen Weise auseinander. Er schuf in diesem Zusammenhang die Begriffe Tiefenpolitik und Parapolitik, die er als hilfreich bzw. essentiell zum Verständnis bestimmter politischer Prozesse ansieht.

### Die Theorie der „Tiefenpolitik“
Bei der Tiefenpolitik handelt es sich um miteinander verflochtene, der öffentlichen Kontrolle unzugängliche Strukturen innerhalb und außerhalb des Staatsapparates, die Prozesse von historischer Tragweite in Gang setzten. Dabei wird das Bestreben von Gesellschaften vorausgesetzt, bestimmte Facetten der Politik des eigenen Landes zu verdrängen. Dies gelte zum Beispiel für die Umstände, die zum Vietnamkrieg geführt haben, wie auch die Ermordung des US-Präsidenten John F. Kennedys, zwei Ereignisse, die laut Scott eng miteinander verknüpft sind. Hinsichtlich des Attentats auf Kennedy im Jahre 1963 untersuchte Scott vor allem die Kontakte zwischen der Mafia und bestimmten Personen aus CIA und FBI.

### „Parapolitik“
In Anlehnung daran bezeichnet auf der Ebene der Entscheidungsfindung die Parapolitik die systematisch bzw. in Einzelfällen praktizierte Ausblendung rationaler Kriterien, was allerdings keine bewussten Entscheidungsprozesse voraussetzt. Scott beschäftigt sich vor allem mit Methoden der Verdeckten Operationen der USA im Ausland und stellt u. a. die These auf, dass diese eine Eigendynamik entwickelten, die die Politik der USA selbst negativ beeinflussen würden. Personen und Strömungen, die die USA für ihre Zwecke zu instrumentalisieren versuchten, erwiesen sich als weniger beherrschbar als gedacht, sondern zeigten sich sogar imstande, teilweise negativen bzw. unerwünschten Einfluss auf die US-Politik auszuüben (siehe auch Blowback).

### Kritik an Konzepten der US-Außenpolitik
Laut Scott ist außerdem der Krieg gegen Drogen ein Vorwand, um den Militärisch-industriellen Komplex zu bedienen und die strategische Versorgung mit Erdöl aus Lateinamerika, vor allem aus Kolumbien, mit militärischen Mitteln zu sichern. Scott sieht dieses Muster auch in Südostasien in den 1960er und 1970er-Jahren gegeben. Zu Scotts zentralen Themen gehört die erwiesene Kooperation der CIA mit den Drogenproduzenten und -händlern in Mittelamerika, dem Goldenen Dreieck und Afghanistan, die er vor allem in seinem Buch Cocaine Politics dokumentierte. 
Diese Förderung des internationalen Drogenhandels zur Sicherstellung der Ölversorgung ist für Scott auch im Hinblick auf die Terroranschläge vom 11. September 2001 von Bedeutung. Scott hebt die Kooperation zwischen Al-Qaida und den USA während des Afghanischen Bürgerkriegs hervor. Die Gruppierung wurde demzufolge zum Zwecke US-amerikanischer Interessen in Zentralasien eingesetzt; zu ihrer Finanzierung wurde afghanisches Heroin verwendet. Al-Qaida-Mitglieder wurden Scott zufolge auch im Kosovo-Krieg von den USA unterstützt. Heute erfülle die Region die Funktion eines Durchgangsgebiets sowohl für den Drogentransfer als auch einer für den Westen bedeutsamen Ölpipeline.

## Bibliographie
- The American deep state. Wall Street, Big Oil, and the attack on U.S. democracy. Rowman & Littlefield, Lanham, MD u. a. 2015, ISBN 978-1-4422-1424-8.
- The War Conspiracy. JFK, 9/11, and the Deep Politics of War. Skyhorse Publishing, New York 2013, ISBN 978-1-62636-095-2.
- American War machine. Deep politics, the CIA global drug connection, and the road to Afghanistan. Rowman & Littlefield, Lanham, MD 2010, ISBN 978-0-7425-5594-5.
- The War Conspiracy: The secret road to the second Indochina war. Bobbs-Merrill, 1972, OCLC 463008388
- Disease of Crime: Punishment or Treatment? Royal Soc. of Medicine, 1972, ISBN 0-9501555-3-5.
- The Assassinations: Dallas and Beyond. 1976, ISBN 0-394-40107-7.
- Crime and Cover-Up: The CIA, the Mafia, and the Dallas-Watergate Connection. 1977, ISBN 0-87867-066-1.
- mit Jonathan Marshall  und Jane Haapiseva-Hunter: The Iran-Contra Connection. 1987, ISBN 0-89608-291-1.
- mit Jonathan Marshall: Cocaine Politics: Drugs, Armies, and the CIA in Central America. 1998, ISBN 0-520-21449-8.
- Deep Politics and the Death of JFK. 1993, ISBN 0-520-20519-7.
- Crossing Borders: Selected Shorter Poems, 1994, ISBN 0-8112-1284-X.
- Drugs, Oil, and War: The United States in Afghanistan, Colombia, and Indochina. Rowman & Littlefield, 2003, ISBN 0-7425-2522-8.
  - Die Drogen, das Öl und der Krieg. Verlag Zweitausendeins, 2003, ISBN 3-86150-633-5.
- mit David Ray Griffin (Hrsg.): 9/11 and American Empire. Intellectuals Speak Out. Olive Branch Press, 2006, ISBN 1-56656-659-2.
- The Road to 9/11: Wealth, Empire and the Future of America. Univ. of California Press, 2007, ISBN 978-0-520-23773-5.

Seine wichtigsten Gedichtbände sind die drei Bände der Trilogie “Seculum”:
- Coming to Jakarta: A Poem About Terror. 1989, ISBN 0-8112-1095-2.
- Listening to the Candle: A Poem on Impulse. 1992, ISBN 0-8112-1214-9.
- Minding the Darkness: A Poem for the Year 2000. 2000, ISBN 0-8112-1454-0.

Ein Mail-Wechsel mit dem befreundeten Dichter und Sänger Leonard Cohen aus dem Jahr 2016 ist in dessen posthum erschienenem Buch abgedruckt (S. 203 f.):
- Leonard Cohen: The Flame. Die Flamme. Verlag Kiepenheuer & Witsch, 2018, ISBN 978-3-462-31889-0.